# 塔內拉比格島

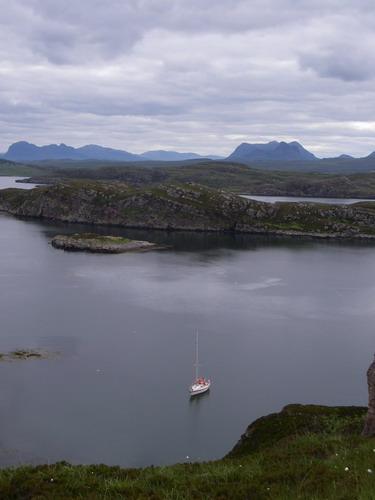

塔內拉比格島是蘇格蘭的島嶼，位於大西洋海域，屬於內赫布里底群島的一部分，面積0.66平方公里，最高點海拔高度83米，島上無人居住。
58°0′36″N 5°26′39″W / 58.01000°N 5.44417°W